# سيستان وبلوشستان (محافظة)
محافظة سيستان (بالفارسية: استان سيستان بلوچستان)، إحدى محافظات إيران الإحدى والثلاثين. تقع جنوبي شرق إيران على الحدود مع باكستان وأفغانستان. عاصمتها مدينة زاهدان.

## السياحة في إيران محافظة سيستان بلوشستان
زاهدان هي مدينة جديدة تقع على بعد 517 كم شرق كرمان وبالقرب من باكستان بارتفاع 1385 متر فوق مستوى سطح البحر. زاهدان محاط بالأراضي المرتفعة ويعتبر حفرة. أهم خصائص هذه المنطقة هي الحرارة الشديدة والجافة والدفء. يتكون زاهدان من 4 أجزاء، «مركزي»، «مير جاف»، «نصرت أباد»، «كورين»، ثلاث مدن و 8 مناطق ريفية. تمتلك هذه المدينة هيكل الخدمة وهي مدينة أكاديمية وثقافية وتاريخية ودينية. يتمتع زاهدان بوضع تجاري وعسكري جيد من خلال تحديد موقعه على طريق المرور في أفغانستان وباكستان وهو سبب كونه مركزًا جيدًا للتجارة مع الهند بسبب موقعه الجغرافي والحدود المميز. من ناحية، يدخل سكة حديد باكستان إلى إيران من الحدود مع ميرجاف ومن ناحية أخرى، ينتهي سكة حديد إيران في هذه المدينة. زاهدان هي واحدة من طرق العبور الإيرانية من خلال تحديد موقع الطرق البرية بين خراسان وكرمان وتشابهار. بالإضافة إلى التجارة، يعتمد اقتصاد زاهدان على الزراعة. يتم توفير المياه اللازمة لهذه المدينة من الآبار الجوفية والينابيع والأنهار وآبار نيم في سيستان. الأدب المحلي والملابس والموسيقى في هذه المنطقة مليئة بالألوان. تشمل الحرف اليدوية بافي باف، الإبرة، سيكي دوزي، الفخار والهندسة المعمارية زاهدان تتبع العمارة الإيرانية القديمة على أساس الطقس المداري. التنوع الثقافي في هذه المنطقة هو نتيجة للهجرة إلى زاهدان.
وتعد أكبر محافظة في إيران من حيث المساحة (181600 كلم2)وعدد سكانها 2,978,000 نسمة، وفقا لتقديرات سنة 2018 
. لمنطقة سجستان بلوشستان أهمية تاريخية في إيران القديمة، حيث كانت بحيرة هامون في مدينة زابل تمثل إحدى المواقع التي يتردد إليها الحجاج من أتباع الديانة الزرداشتية (المجوسية)، إذ ترمز هذه البحيرة إلى بعض الأساطير الفارسية القديمة المتعلقة بالخلق واللاهوت، ومن الآثار التاريخية المهمة مدينة شهر سوخته الأثرية وهي مُدرجة على لائحة اليونسكو للتراث العالمي.
و في كتابه «شاهنامه» يذكر الفردوسي مدينة زابل كمسقط رأس لرستم قائد الجيش الفارسي أواخر أيام الإمبراطورية الساسانية، ويستعمل اسم «زابلستان» بالنيابة عن «سجستان» في بعض المخطوطات القديمة.
كما عرفت المنطقة تاريخياً باسم سجستان.
تبلغ نسبة البلوش مايقارب 65% من سكان المحافظة و 33% من الفرس السجستانيين الذين يقطنون منطقة سجستان اقصى شمال المحافظة و 2% غیرهما. [بحاجة لمصدر].

## زلزال 2013
ضرب المنطقة زلزال بقوة 7.5 ريغتر بتاريخ 6/6/1434 الموافق 16/4/2013 وهو الأقوى منذ أربعين سنة.

## المدن
من أهم المدن في المحافظة:
- زاهدان، عاصمة المحافظة وعدد سكانها 420 ألف نسمة.
- زابل
- نيك شهر
- إيران شهر
- تشابهار
- سراوان

## أعلام
- عبد الملك ريغي
- معين الدين الجشتي
- عبد الحميد ريغي